# RuPaul
RuPaul (RuPaul Andre Charles, født den 17. november 1960 i San Diego, Californien) er en amerikansk drag queen, tv-personlighed, model, skuespiller, sanger og sangskriver.
RuPaul slog igennem i starten af 90erne, da han blev MAC Cosmetics nye model, han blev dermed den første reelle drag queen supermodel. Dengang kunne man se RuPaul i fuld kostume på store billboards i USA med teksten 'I am the MAC girl'.
RuPaul har udgivet 14 musikalbums, medvirket i utallige tv-shows, spillet biroller i mange film både i og udenfor drag.
Siden 2009 har RuPaul været vært på og produceret realityshowet RuPauls Drag Race. RuPaul har vundet to Emmy-priser for bedste reality-vært for showet, og var i 2017 med på Times liste over verdens 100 mest indflydelsesrige mennesker.

## Udvalgt diskografi
Albums:
- 1985 - Sex Freak (E.P.)
- 1986 - RuPaul Is: Starbooty! (Soundtrack, 8 tracks)
- 1993 - Supermodel of the World
- 1996 - Foxy Lady
- 1997 - Ho, Ho, Ho
- 1998 - RuPaul's Go Go Box Classics (En opsamling af andre artister udvalgt af RuPaul)
- 2004 - Red Hot
- 2006 - ReWorked
- 2007 - Starrbooty: Original Motion Picture Soundtrack
- 2009 - Champion
- 2010 - Drag Race
- 2011 - Glamazon
- 2014 - Born naked